# Karamba!
Karamba! je dvanaesti studijski i dvostruki album bosanskohercegovačke rock skupine Zabranjeno pušenje objavljen 3. lipnja 2022. godine u izdanjima zeničkog Tropika i streaming platformi.

## Snimanje
Tijekom 2020. i 2021. godine članovi skupine su snimili 16 novih pjesama za ovaj dvostruki album. Aranžman svih pjesama na albumu zajednički potpisuju producenti Davor Sučić i Toni Lović te članovi skupine. Jedini gost na albumu je hrvatski blues-glazbenik i svirač usne harmonike Tomislav Goluban. Skupina na ovom albumu prvi put nakon 15 godina pauze surađuje s Elvisom J. Kurtovićem. Elvis J. Kurtović je tijekom 1990-ih bio član skupine.
Jedan od autora pjesme "Ne okreći se sine", Goran Kostić "Kosta", preminuo je 2017. godine.

## Promocija
Skupina dvostruki album najavljuje novim singlom i videospotom za pjesmu "Ekrem". Spot je režirao Tomislav Fiket, a u ulozi Ekrema je glumac Asim Ugljen.
Prethodno je, u lipnju 2020. godine, objavljen singl i spot za pjesmu "Korona hit pozitivan". Pjesma u urađena u suradnji s Elvisom J. Kurtovićem, bivšim članom skupine, i nalazi se na ovom albumu.

## Popis pjesama
Izvor: ZAMP
| CD1   | CD1                                              | CD1                                      | CD1      | CD1 | CD1 | CD1 | CD1 | CD1 | CD1 |
| Br.   | Skladba                                          | Autor                                    | Trajanje |     |     |     |     |     |     |
| ----- | ------------------------------------------------ | ---------------------------------------- | -------- | --- | --- | --- | --- | --- | --- |
| 1.    | »Čovjek starog kova«                             | Davor Sučić, Toni Lović                  | 4:46     |     |     |     |     |     |     |
| 2.    | »Uzdignuta čela«                                 | Sučić, Lović                             | 4:28     |     |     |     |     |     |     |
| 3.    | »Ne okreći se sine«                              | Goran Kostić, Nenad Pejčić, Sučić, Lović | 3:00     |     |     |     |     |     |     |
| 4.    | »Ratna generacija«                               | Sučić, Lović                             | 4:16     |     |     |     |     |     |     |
| 5.    | »Korona hit pozitivan« (feat. Elvis J. Kurtović) | Mirko Srdić, Sučić, Lović                | 4:25     |     |     |     |     |     |     |
| 6.    | »Ekrem«                                          | Sučić, Lović                             | 4:07     |     |     |     |     |     |     |
| 7.    | »Dobar čovjek«                                   | Sučić, Srdić, Lović, Tomislav Andrić     | 4:03     |     |     |     |     |     |     |
| 8.    | »Blues predsjednika opštine«                     | Sučić, Lović, Nenad Veličković           | 5:14     |     |     |     |     |     |     |
| 34:19 |                                                  |                                          |          |     |     |     |     |     |     |

| CD2   | CD2                                | CD2                         | CD2      | CD2 | CD2 | CD2 | CD2 | CD2 | CD2 |
| Br.   | Skladba                            | Autor                       | Trajanje |     |     |     |     |     |     |
| ----- | ---------------------------------- | --------------------------- | -------- | --- | --- | --- | --- | --- | --- |
| 1.    | »Štrajk«                           | Sučić, Srdić, Lović         | 2:03     |     |     |     |     |     |     |
| 2.    | »Polovni Fender i napuknuti Shure« | Sučić, Lović                | 4:28     |     |     |     |     |     |     |
| 3.    | »Crna vrata«                       | Sučić, Lović, tradicionalna | 4:19     |     |     |     |     |     |     |
| 4.    | »Ispod radara«                     | Sučić, Srdić                | 4:51     |     |     |     |     |     |     |
| 5.    | »Novi je vijek«                    | Srdić, Sučić, Lović         | 5:11     |     |     |     |     |     |     |
| 6.    | »Kažu da sam puk'o«                | Sučić, Srdić, Lović         | 3:06     |     |     |     |     |     |     |
| 7.    | »Vrijeme igrača«                   | Sučić, Lović                | 4:04     |     |     |     |     |     |     |
| 8.    | »Pravda za Vedrana«                | Sučić, Lović, tradicionalna | 4:49     |     |     |     |     |     |     |
| 32:51 |                                    |                             |          |     |     |     |     |     |     |

## Izvođači i osoblje
Preneseno s omota albuma.
Zabranjeno pušenje
- Davor Sučić "Sejo Sexon" – vokal, prateći vokal
- Toni Lović – električna i akustična gitara
- Branko Trajkov "Trak" – bubnjevi, udaraljke, prateći vokal
- Robert Boldižar – violina, violončelo, klavijature, prateći vokal
- Dejan Orešković "Klo" – bas-gitara
- Anđela "Angie" Zebec – vokal, prateći vokal, udaraljke

Gostujući glazbenik
- Tomislav Goluban – usna harmonika (skladbe CD1: 6; CD2: 1, 2, 5)

Produkcija
- Davor Sučić "Sejo Sexon" – produkcija, aranžman
- Toni Lović – produkcija, aranžman, programiranje, inženjering zvuka, miksanje, mastering
- Dejan Orešković "Klo" – aranžman
- Robert Boldižar – aranžman
- Branko Trajkov "Trak" – aranžman
- Dario Vitez – izvršni producent
- Mateo Patekar – tehničar
- Krešimir Jurina – tehničar
- Domagoj Marušić "Brada" – tehničar

Dizajn
- Tomislav Fiket – dizajn omota
- Ideologija (dizajn studio iz Sarajeva, BIH) – oprema omota
- Saša Midžor Sučić – fotografija

## Vanjske poveznice
- Album na Discogsu